# Monnina crassinervia
Monnina crassinervia är en jungfrulinsväxtart som beskrevs av José Jéronimo Triana och Planch.. Monnina crassinervia ingår i släktet Monnina och familjen jungfrulinsväxter. Inga underarter finns listade i Catalogue of Life.